# Cora cyane
Cora cyane är en trollsländeart som först beskrevs av Selys 1853.  Cora cyane ingår i släktet Cora och familjen Polythoridae. Inga underarter finns listade i Catalogue of Life.